# Namiq Quliyev
Pour les articles homonymes, voir Guliyev.
Namiq Quliyev (transcription en anglais utilisée par la FIDE : Namig Guliyev) est un joueur d'échecs né le 13 février 1974 en Azerbaïdjan. Il devient grand maître en 2005.

## Carrière
Il participe aux Olympiades d'échecs pour l'Azerbaïdjan en 1994 à Moscou, en 2006 à Turin et en 2016 à Bakou. 
Au 1er novembre 2021, il est le onzième joueur azerbaïdjanais avec un classement Elo de 2 555 points.
Il finit deuxième du championnat d'échecs de Paris en 2018.

## Participations auChampionnat de France d'échecs des clubs
Il joue depuis 2003 en France et est actuellement joueur et entraineur au C'Chartres. 
- Echiquier Nancéien : 2004
- Cercle d'échecs de Bischwiller : 2005
- Paris Chess XV : 2007
- C'Chartres : 2021, 2022

## Victoires dans les tournois classiques internationaux
- 2003	7e Open international de Bischwiller (France)[7]
- 2003	Open international de Charleroi (Belgique)[8]
- 2004	6e Open International de Nice (France)[9]
- 2004	25e Open International de Béthune (France)[10]
- 2005	1er Open International de Thorigny sur Marne (France)[11]
- 2005	Open Hôtel Montesano Villa San Giovanni (Italie)[12]
- 2005	Masters open de Lausanne (Suisse)[13]
- 2005	Open  KLAUS-JUNGE de Hamburg (Allemagne)[14]
- 2006	Tournoi de grands maitres Multicoms la faisanderie Paris (France)[15]
- 2007	5e festival Meurthe et Moselle GMI Nancy (France)[16]
- 2008	2e open international d’échec de LUGANO (Suisse)[17]
- 2009	27e open international de la ville de Metz (France)[18]
- 2009	9e Open International en Guadeloupe (Saint Anne) (France)[19]
- 2009	32e open Victor Syre de Issy les Molineaux-Syre Memorial (France)[20]
- 2009	walling dijkstra Leeuwarden (Pays-Bas)[21]
- 2009	12e Tournoi de Noel de Montigny les Bretonneux (France)[22]
- 2010	9e Open International d'Echecs de Malakoff (France)[23]
- 2011	39e OKU open de Utrecht (Pays-Bas)[24]
- 2012	72e Noteboomturnier Open de Leiden (Pays-Bas)[25]
- 2012	HSG Open de Hilversum (Pays-Bas)[26]
- 2012	9e open international de Plancoet (France)[27]
- 2014	24e Open international d'échecs de Caen (France)[28]
- 2014	10e Festival International de Dieppe (France)[29]

- 2015	1er Open International du Pays de Bray (France)[30]

- 2015	39e open international d'échecs de Fourmies (France)[31]
- 2015	38e Open de l'Ascension Victor Syre d'Issy-les-Moulineaux (France)[32]
- 2015	19e Open International de Wasselonne (France)[33]

- 2015	90 ans de la ligue IdF - Tournoi de GMI de Paris (France)[34]

- 2016	35e Open international de Clermont-Ferrand (France)[35]

- 2016	3e Tournoi de Maitres de La Dame Noire de Montigny le Bretonneux (France)[36]
- 2017	36e open international de Clermont-Ferrand (France)[37]
- 2018	2e Tournoi International d'Echecs de MERU (France)[38]
- 2018	15e Open international de Plancoet (France)[39]
- 2018	28e Open international d'échecs de Caen (France)[40]
- 2019	35e Open International d'Echecs de Cappelle la Grande (France)[41]

- 2019	45e open international de Sitges (Espagne)[42]
- 2019	1er Tournoi de GMI du C'Chartres Echecs (France)[43]
- 2021	36e Open International du Touquet-Paris-Plage (France)[44]
- 2022	3e Open international de la Mayenne (France)[45]
- 2022	31e Open international de Caen (France)[46]